# The Vines
The Vines est un groupe de garage rock australien, originaire de Sydney, en Nouvelle-Galles du Sud. Il est constitué depuis 2002 du chanteur et guitariste Craig Nicholls du guitariste Ryan Griffiths, du bassiste Brad Heald (depuis 2006, il remplace Patrick Matthews) et du batteur Hamish Rosser. The Vines émerge dans le sillon d'autres groupes comme The Strokes, The Hives et The White Stripes en 2002.

## Biographie

### Débuts (1994–2000)
C'est en 1995 que Craig Nicholls décide de créer un groupe. C'est à Sydney qu'il rencontra Patrick Matthews qui est bassiste, et qui lui présentera ainsi David Oliffe (ami d'enfance de Matthews), Craig et Patrick se rencontrèrent à un McDonalds où tous deux travaillaient. C'est une formation simple : Nicholls à la guitare et au chant, Matthews à la basse et aux chœurs, et Oliffe à la batterie. À leur tout début, ils jouent des reprises de Nirvana lors de fêtes ou de concerts de lycée tout en travaillant leurs chansons sur l'enregistreur 4 pistes de Nicholls.
Le groupe s'appelle The Vines en référence au groupe dans lequel le père de Nicholls jouait des reprises d'Elvis Presley, groupe nommé The Vynes. Au début, le groupe s'appelait Rishikesh (en référence au séjour que les Beatles passèrent en Inde, Nicholls est un fan du groupe) et eut également comme pseudo lors de concerts : Joe Dirt, Forgone Conclusion, The Crimes.

### Highly Evolved(2001–2003)
Oliffe sera remplacé par Hamish Rosser (batteur actuel), car il ne se voyait pas tourner sans cesse, et étant mal à l'aise en studio. Hamish avait gagné un concours mis au point par Nicholls et Matthews, pour trouver un nouveau batteur, passant alors le concours avec succès, il resta dans le groupe.
En 2002 sort donc leur premier album Highly Evolved, enregistré au studio Sound Factory. La pochette est peinte par Nicholls, déclarant : « je pense que c'est un monde mystique, que j'ai voulu créer ». Ils font plusieurs passages télévisés, surtout un en particulier reste dans les mémoires, le live au Jools Holland. Le groupe joue Outtathaway, elle devient particulièrement impressionnante car Craig, juste après le solo de la chanson, devient complètement hystérique. Il crie, jette sa guitare, donne un coup de pied dans ses têtes d'amplis, se jette dans la batterie en hurlant, devant un public et le présentateur consternés. Un live est quasiment identique, au Letterman Show. Nicholls est beaucoup moins hystérique mais crie et jette sa guitare dans la batterie à la fin de leur chanson Get Free. Les rumeurs disent que Craig aurait massacré la chanson et aurait fait cette « crise » car Letterman ne les aimait pas, et c'était la seule façon pour Craig de dire « moi non plus ». Durant leur tournée, ils participent également à des festivals (Big Day Out, Homebake...).

### Winning Days(2004–2005)

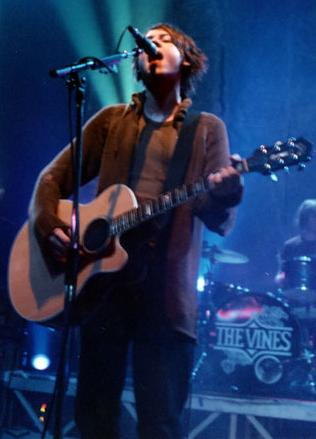
Craig Nicholls avec The Vines en 2004.

En 2004 sort leur deuxième album, Winning Days. L'album est constitué de plusieurs chansons écrites avant même leur premier. (Fuck the World et Evil Town par exemple, étaient déjà jouées pendant leur première tournée, et Going Gone était jouée quelquefois durant la tournée de ce deuxième album, et qui sera dans le troisième album : Vision Valley). Et c'est cette même année que Craig Nicholls devient par moments étrange. Il enchaîne joint sur joint, et devient par moments très agressif. En interview, quelques-unes de ses phrases sont incompréhensibles. Un interviewer du magazine NME raconte même : « on ne sait pas si on doit rigoler ou avoir peur de ce que Nicholls dit ou fait ». Lors d'une interview à Londres en 2003, le chanteur coupera l'interview en cassant le dictaphone de la journaliste, cassa une assiette et donna un coup de poing dans un néon et ce, juste avant de monter sur scène.
En mai 2004, Nicholls et Matthews se battent alors même qu'ils sont sur scène, à l'Annandale Hotel. Craig casse une de ses guitares sur la tête de Matthews qui s'écroula sur scène en hurlant, le chanteur insulte alors le public qui rigole : « pourquoi riez-vous putain? vous n'êtes qu'une bande de moutons. Vous pouvez aller faire bêêh? » Le bassiste décida de quitter le groupe juste après. Il sera mené devant un tribunal, car juste après le concert, Craig donne un coup de pied à un photographe, son coup de pied cassant l'appareil, le photographe porte plainte. Le chanteur subit plusieurs examens psychiatriques, et les médecins découvrent qu'il a le syndrome d'Asperger (forme d'autisme avancé). Le juge lui propose alors de suivre un traitement pendant six mois et il abandonnera les charges. À sa sortie du tribunal, il crie « Je suis libre ! »

### Vision Valley(2006–2007)
Milieu 2005, le groupe annonce qu'il travaillait sur son troisième album. L'album est certainement le plus sombre que le groupe ait composé, « l'album est très colérique, très agressif... ». L'album sort en avril 2006. Leurs tournée passe quasiment par toute l'Australie, et le groupe a également joué en Angleterre. Anysound, Don't Listen to the Radio, Gross Out, Dope Train ont eu chacune un clip vidéo. Anysound les représente en poupées, en train de jouer dans une salle. Don't Listen to the Radio est un clip en noir et blanc, ainsi que Gross Out. Dope Train est une compilation de vidéos du groupe jouant au Big Day Out, comme pour la chanson Homesick. En novembre 2005, le manager du groupe annonce qu'ils ont fini l'enregistrement de toutes les chansons prévues sur l'album. Le mixage audio et le mastering étaient annoncés pour janvier 2006. Milieu décembre 2005, il est découvert qu'une des chansons de l'album avait été diffusée. Le manager du groupe a alors demandé que la chanson qui n'était alors pas mixée soit retirée du blog sur lequel on pouvait la télécharger, et le batteur Hamish Rosser a demandé aux fans de ne pas diffuser la chanson sur internet.
Vision Valley est sorti le 1er avril 2006 en Australie, le 3 avril en Europe et le 4 avril aux États-Unis. L'album contient des chansons courtes, l'album dépasse de peu les 30 minutes de durée. Don't Listen the Radio est sorti comme premier single de l'album et mis en téléchargement le 7 mars 2006 sur iTunes. Gross Out était disponible le 18 mars et était la chanson diffusée en décembre 2005 sans le consentement du groupe. Anysound est le second single officiel extrait de l'album.
Le succès instantané a quelque peu grillé l'esprit du groupe. Oliffe n'apprécie guère les histoires de drogues des autres membres comme les concerts donnés sous l'influence des drogues et de l'alcool. Le groupe s'est adjoint l'aide d'un nouveau guitariste Ryan Griffiths et du batteur Hamish Rosser. Craig Nicholls et Matthew se sont sérieusement battu lors d'une after à Boston en 2002. En mai 2003, le groupe retourne en studio à Woodstock, New York avec Rob Schnapf à la production. Tandis que Craig Nicholls parlait d'avoir une production de haute qualité, il fait part à l'édition australienne de Rolling Stones en mars 2004 de sa philosophie contradictoire : « J'ai cherché à ce qu'il soit, dans ma tête, quelque chose de grand, avec de grandes idées et ce genre de choses. Mais en même temps, ça ne signifie pas qu'il ne peut pas être juste simple. Je pense que les chansons restent l'essentiel ».

### Melodia(2008–2009)
L'album Melodia, initialement appelé Braindead, sort le 12 juillet 2008 en Australie. C'est le premier album des Vines avec leur nouvelle maison de disques Ivy League. Une chanson bonus avait été mise sur iTunes, Make Believe. He's a Rocker et Get Out sont les deux seules chansons de l'album à avoir un clip vidéo. En juillet 2008 sort donc leur quatrième album Melodia. Il devait s'intituler à l'origine Braindead. Cet album fait une petite exception, car chaque album avait à présent le titre d'une chanson (Highly Evolved, Winning Days ainsi que Vision Valley). Le premier single, intitulé He's a Rocker, est proposé sur iTunes le 3 juin, accompagné de deux morceaux inédits, Hey Now et Blue Jam (autre version de Jamola). Le deuxième single est Merrygoround, qui est seulement diffusé à la radio. Le troisième single est Get Out. Elle est présente dans le jeu Midnight Club: Los Angeles, sorti sur PlayStation 3 et Xbox 360 en octobre 2008. 
La tournée en soutien à l'album commence en juillet avec un passage au Fuji Rock. Leur premier concert est diffusé sur Channel V, ils jouent entièrement l'album Melodia à la suite, plus Ride et Fuck the World en guise de rappel. Mais le groupe doit annuler de nombreux concerts à la fin 2008 à cause de l'état de santé du leader, Craig Nicholls, qui n'a cessé de se dégrader. Ils devaient normalement jouer au festival Big Day Out. Mais la tournée tourne courte : seulement trois mois et demi. Car en novembre, Nicholls doit à nouveau prendre le même traitement qu'en 2004 car son état de santé s'était rapidement dégradé et laisse donc le groupe en « stand by », et ce, pendant plus d'un an.
Mais, en 2009, ils annoncent leur retour sur la scène. Ils jouent dans un lieu qu'ils connaissent bien, l'Hôtel Annandale. Le concert eu lieu le 16 novembre 2009. Quelques mois plus tard, la sœur de Craig, Jessica, poste des photos de son frère chez lui, assis devant un enregistreur quatre piste, avec une guitare. Et ensuite, ils annoncent alors leur cinquième album au mois de mars. Il n'y a pas encore de date de sortie, mais le groupe a déjà commencé la tournée, au mois de juin, avec encore un passage à l'Hôtel Annandale. Le groupe joue ainsi dans plusieurs festivals comme Powderfinger, Splendour in the Grass, Singfest, et joue également à Jakarta et en Indonésie. Il y a eu également une surprise lors d'un concert à Sydney, au The Big Top : le groupe The Smashing Pumpkins joue Get Free avec le groupe. On sait désormais trois nouvelles chansons qu'il y aura probablement sur le prochain album : Black Dragon, Future Primitive et Gimme Love. Le premier single de leur cinquième album est Gimme Love, sorti en janvier. Craig fait la couverture du magazine The Music Network. L'intervieweur rapporte qu'« à 33 ans, Nicholls semble encore jeune, en bonne santé et à l'aise, deux descriptions qui ont rarement été portées contre lui ». Le chanteur confie que ses 10 dernières années ont été comme des montagnes russes : « les tournées était incessantes. [...] Lorsque vous êtes sur un label américain majeur qu'ils veulent vous faire jouer tout le temps. C'est vraiment amusant, mais parfois c'est dur ... Je veux dire que c'est une très bonne position pour être connu... mais parfois vous le faites alors que vous n'avez pas vraiment envie de jouer et il défait le but de savoir pourquoi vous êtes dans un groupe en premier lieu ».
Leur premier single Factory suscite l'intérêt dans leur pays natal, mais les Vines signent avec Heavenly Records au Royaume-Uni. Ils enregistrent l'album avec Rob Schnapf qui a travaillé avec les Foo Fighters, Beck et Elliott Smith. Le single Highly Evolved attire un tel enthousiasme de la critique que le NME en fait le single de mars 2002. Ce single est classé 32e dans les charts britanniques et s'est aussi classé dans le top 100 australien.
La sortie de l'album voit un succès critique encore plus important qui leur a valu d'apparaître en couverture de Rolling Stone et du NME. Ce premier album s'est classé troisième au classement britannique, 5e en Australie, 11e aux États-Unis. Le groupe joue même au Late Show with David Letterman et aux MTV Awards. Quelques singles ont été tirés de l'album, notamment Get Free, Outtathaway et Homesick. Highly Evolved se vend à plus de 1,5 million d'exemplaires à travers le monde, et est distribué par Capitol Records.

### Future Primitive(2010–2011)

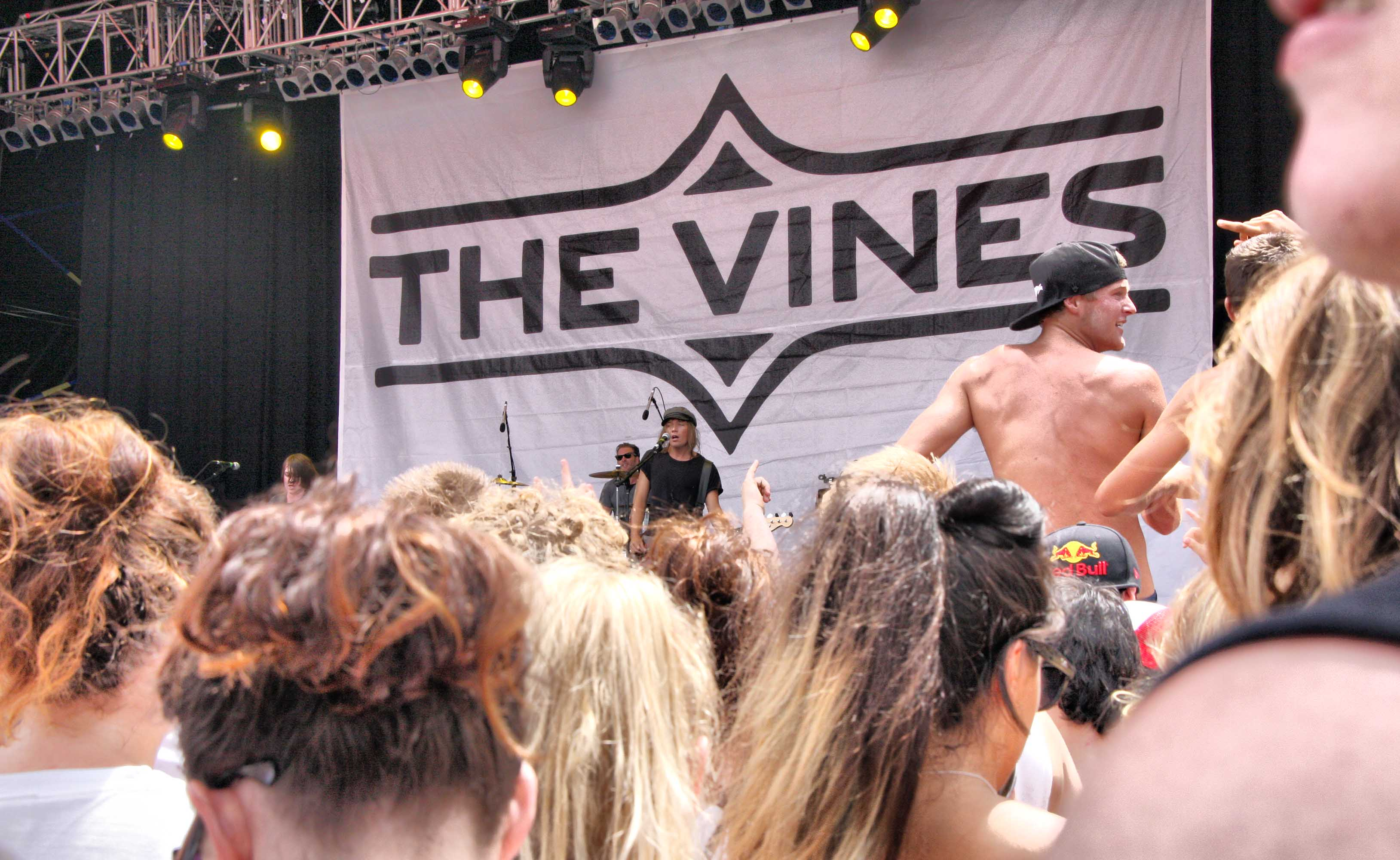
The Vines en 2011.

Le 3 juin 2011, les Vines sortent leur cinquième album nommé Future Primitive sur le label Sony Music Entertainment, deux singles furent extraits de cet album : Gimme Love (sorti le 25 mars 2011) et Future Primitive (sorti le 27 mai 2011). Le groupe se sépare fin 2012, après un énième désaccord entre Craig Nicholls et Hamish Rosser. De plus, Craig Nicholls est arrêté par la police après des actes de violence envers sa mère.

### Wicked Nature(2012–2015)
Néanmoins, Nicholls, accompagné du bassiste Tim John et du batteur Lachlan West, entre en studio le 20 août 2012 pour enregistrer un sixième album baptisé, Wicked Nature, sorti le 2 septembre 2014.
Au printemps 2015, Craig Nicholls annonce un projet parallèle appelé White Shadows, axé musique électronique. Un premier album, Secret of Life, est publié plus tard dans l'année. Son premier single, Give Up Give Out Give In, est publié le 9 avril 2015, accompagné d'un clip. L'album fait participer plus de 70 musiciens différents,.

### In Miracle Land(depuis 2016)
Le 25 mars 2016, le groupe change son image de profil Facebook pour y apposer son logo. Le 1er avril 2016, le premier single, In Miracle Land, est publié.
En octobre 2016, le groupe joue trois concerts en Australie pour la tournée In Miracle Land en soutien à leur album à venir. En juin 2017, ils annoncent la réédition de Highly Evolved en vinyle en parallèle à leur quinzième anniversaire.

## Membres

### Membres actuels
- Craig Nicholls - chant, guitare (depuis 1994)
- Lachlan West - batterie (depuis 2012)
- Tim John - basse (depuis 2012)

### Anciens membres
- David Oliffe - batterie (1994-2002)
- Patrick Matthews - basse, chant (1994- 2004)
- Ryan Griffiths - guitare (2002-2011)
- Hamish Rosser - batterie (2002-2011)
- Brad Heald - basse (2006-2012)

## Discographie
- 2002 : Highly Evolved

1. Highly Evolved (1:35)
2. Autumn Shade (2:17)
3. Outtathaway!! (3:02)
4. Sunshinin' (2:43)
5. Homesick (4:53)
6. Get Free (2:06)
7. Country Yard (3:46)
8. Factory (3:12)
9. In the Jungle (4:15)
10. Mary Jane (5:52)
11. Ain't No Room (3:28)
12. 1969 (6:27)

- 2004 : Winning Days

1. Ride (2:36)
2. Animal Machine (3:28)
3. TV Pro (3:45)
4. Autumn Shade II (3:14)
5. Evil Town (3:06)
6. Winning Days (3:33)
7. She's Got Something to Say (2:32)
8. Rainfall (3:21)
9. Amnesia (4:39)
10. Sun Child (4:33)
11. F.T.W. (aka Fuck the World) (3:41)

- 2006 : Vision Valley

1. Anysound (1:55)
2. Nothin's Comin' (2:00)
3. Candy Daze (1:40)
4. Vision Valley (2:42)
5. Don't Listen to the Radio (2:10)
6. Gross Out (1:18)
7. Take Me Back (2:42)
8. Going Gone (2:44)
9. Fuk Yeh (1:58)
10. Futuretarded (1:47)
11. Dope Train (2:36)
12. Atmos (1:50)
13. Spaceship (6:07)

- 2008 : Melodia

1. Get Out (2:11)
2. Manger (2:02)
3. A.S. III (1:54)
4. He's A Rocker (1:57)
5. Orange Amber (2:00)
6. Jamola (0:59)
7. True As The Night (6:07)
8. Braindead (2:26)
9. Kara Jayne (2:08)
10. MerryGoRound (2:13)
11. Hey (1:34)
12. A Girl I Knew (2:19)
13. Scream (2:00)
14. She Is Gone (2:53)

- 2011 : Future Primitive

1. Gimme Love (1:52)
2. Leave Me In The Dark (1:59)
3. Candy Flippin' Girl (2:32)
4. A.S.4 [Autumn Shade 4] (3:20)
5. Weird Animals (2:01)
6. Cry (2:36)
7. Future Primitive (1:54)
8. Riverview Avenue (2:03)
9. Black Dragon (3:29)
10. All That You Do (3:33)
11. Outro (3:47)
12. Goodbye (2:14)
13. S.T.W. (2:19)

- 2014 : Wicked Nature

1. Metal Zone (2:24)
2. Ladybug (2:29)
3. Green Utopia (2:25)
4. Psychomatic (2:02)
5. Killin the Planet (3:24)
6. Anything You Say (1:42)
7. Venus Fly Trap (2:34)
8. Good Enough (1:54)
9. Out the Loop (1:23)
10. Rave It (2:58)
11. Wicked Nature (4:35)
12. Into the Fire (4:00)
13. Reincarnation (1:56)
14. Love Is Gone (1:53)
15. Truth (2:19)
16. Slightly Alien (2:14)
17. Everything Else (2:22)
18. Fly Away (1:41)
19. Girl I Want (2:22)
20. Clueless (1:59)
21. Darkest Shadow (2:05)
22. Funny Thing (3:39)